# 남아프리카 공화국-카타르 관계
카타르: 남아프리카 공화국 관계란 카타르국과 남아프리카 공화국 사이의 양국 관계이다. 정식 관계는 넬슨 만델라가 남아프리카공화국 대통령에게 선서한 날인 1994년 5월 10일에 시작됐다.

## 외교적 대표
카타르는 2003년 1월 프리토리아 브루클린 외곽에 대사관을 개설했다. 2002년 9월, 도하에 남아프리카 대사관을 개설했다.

## 외교 방문
넬슨 만델라 대통령은 1995년 4월 카타르를 처음 방문했다. 가장 먼저 남아프리카를 방문한 것은 2002년 5월의 하마드 빈 칼리파 알타이니 카타르 원수이다.
2012년 두 차례 제이컵 주마 남아프리카 공화국 대통령이 방문했고, 1월 한 차례, 5월 두 차례 방문했다. 에밀 타밈 빈 하마드 알타니는 2017년 4월 남아프리카 공화국을 방문했다.

## 외교 협력

### 경제
카타르-남아프리카 비즈니스 포럼은 양국 간의 무역 논의를 촉진하기 위해 설립되었다.
2016년 카타르에 대한 남아프리카 공화국의 수출액은 1억 400만 달러, 남아프리카에 대한 카타르로부터의 수출액은 3억 9000만 달러이다. 카타르의 주요 수출지는 화학품과 플라스틱이며 남아프리카 공화국의 주요 수출지는 기계 기계 금속이다.
남아공은 카타르 에너지 부문에 89억달러 가까이 투자하고 있다. 특히 남아프리카공화국의 화학회사 사솔은 카타르 석유와 합작해 카타르 라슬라 팬에 대규모 GTL 플랜트 오릭스 GTL을 설립하고 있다. 또한 2003년에는 남아프리카 공화국의 페트로월드사와 카타르 석유사가 라슬라 팬의 대규모 메탄올 프로젝트 공동개발에 합의했다.

### 군사
1991년 카타르는 남아프리카에서 12대의 G5곡사포를 구입했다.
2017년 11월, 남아공 방위회사 데넬의 지분 매각을 놓고 카타르와 협상 중이라는 보도가 나왔다.

### 스포츠
2010년 FIFA 월드컵 개최국인 남아프리카공화국은 카타르의 2022년 FIFA 월드컵 개최에 대한 전문지식과 기술을 공유할 뜻을 밝혔다.

## 이주
2016년 현재 카타르에는 약 5,000명의 남아프리카인이 살고 있다.